# André Rieu
André Marie Léon Nicolas Rieu (Maastricht, 1. listopada 1949.) je violinist, dirigent i skladatelj koji je sa svojom glazbom i orkestrom "Johann Strauss" zaslužan za međunarodni preporod valcera u novije vrijeme.
André Rieu je rođen 1. listopada 1949. u Maastrichtu u Nizozemskoj, potječe iz obitelji glazbenika, a violinu je počeo učiti u dobi od pet godina.

## Albumi
- 2008. Live in Maastricht II - DVD
- 2008. Ich tanze mit dir in den Himmel hinein - CD, DVD (DE: #64)
- 2008. Waltzing Matilda, CD
- 2007. Eine musikalische Traumreise - CD
- 2007. André Rieu im Wunderland - CD, DVD
- 2006. New York memories – CD, DVD
- 2006. Auf Schönbrunn – DVD
- 2005. Silvester in Wien – DVD
- 2005. Weihnachten rund um die Welt – CD, DVD
- 2005. Aus meinem Herzen – CD, DVD
- 2005. Lovesongs – DVD
- 2005. Musik zum Träumen – DVD
- 2004. Silvester Punsch – DVD
- 2004. Der fliegende Holländer – CD, DVD
- 2004. Live in Tuscany – CD
- 2004. At the movies – CD
- 2003. Romantic paradise – CD, DVD
- 2003. Live in Dublin – CD, DVD
- 2003. Please don't go
- 2003. The red rose café (Party mix)
- 2003. Le grand gala – DVD
- 2002. Love around the world
- 2002. Croisière romantique
- 2002. Tour d'amour
- 2002. Walzertraum – CD, DVD
- 2002. Heartstrings
- 2002. Dance around the world
- 2002. Royal Albert Hall – DVD
- 2001. Aimer
- 2001. Musik zum Träumen – CD
- 2000. La vie est belle – CD, DVD (2001)
- 1999. 100 Jahre Strauß – CD
- 1999. Das Jahrtausendfest – CD
- 1998. Romantic Moments – CD, DVD
- 1997. Mein Weihnachtstraum – CD
- 1996. In concert – CD
- 1995. Wiener Melange – CD
- 1994. Strauß & Co. – CD

## Vanjske poveznice
- Rieu Bibliografski katalog (Deutsche Nationalbibliothek)
- André Rieu internetske stranice